# Grande-Rue-Charles-de-Gaulle (Asnières-sur-Seine)
La Grande-Rue-Charles-de-Gaulle est une voie de communication située à Asnières-sur-Seine. Suivant le tracé de la route nationale 309, elle permet d'entrer dans la ville à partir de Paris.

## Situation et accès

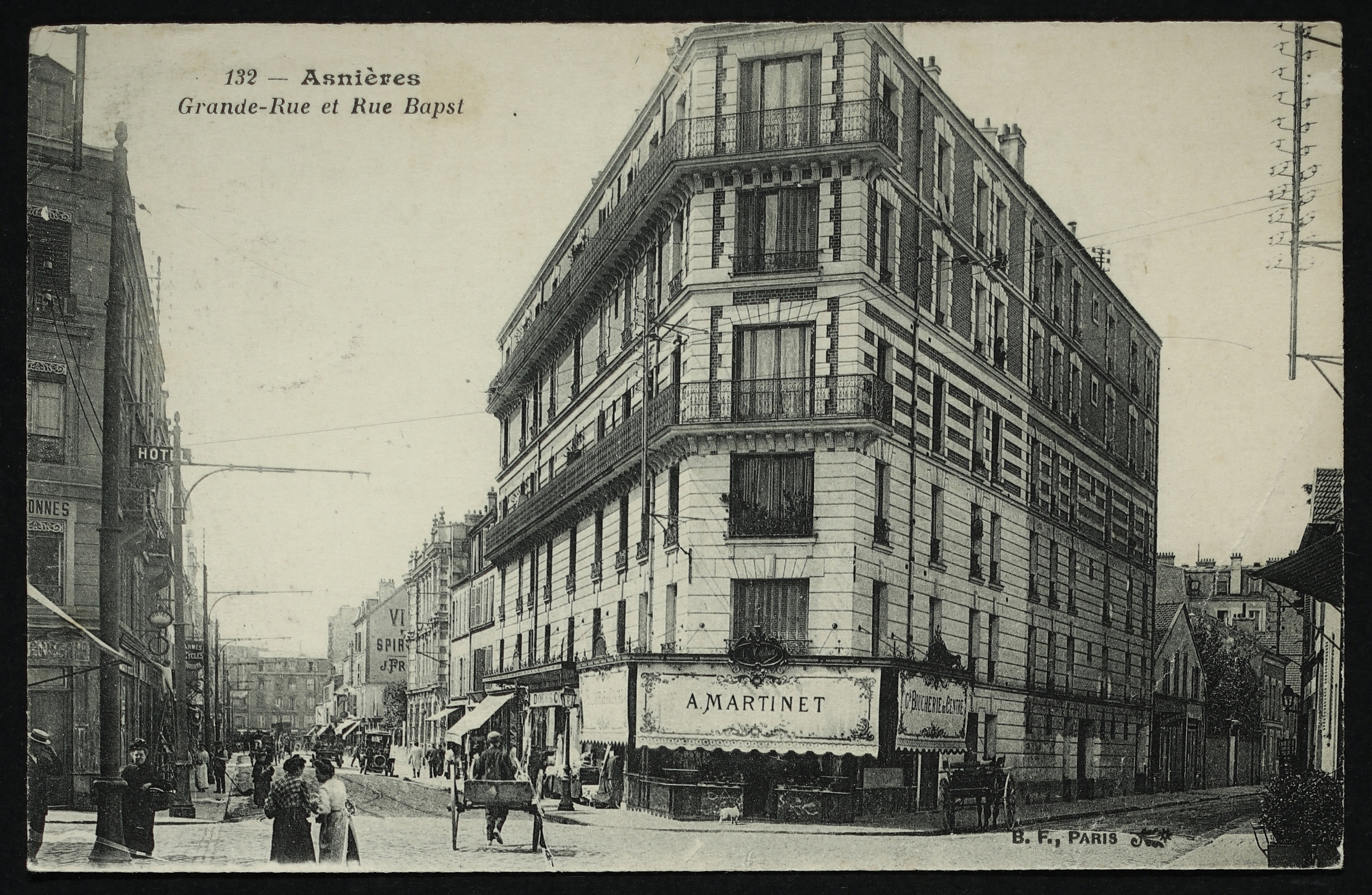
Grande-Rue et rue Bapst vers 1900.

Partant du nord-est, au croisement de la rue Bapst et de la rue Galleni, cette rue se dirige tout d'abord en ligne droite, passe le carrefour de la rue de Verdun et de la rue Maurice-Bokanowski, puis atteint l'ancienne place de la Station, au carrefour avec la rue de la Station. Elle bifurque ensuite vers le sud-est, marque notamment le début de la rue du Château et se termine au quai du Docteur-Dervaux.
Elle est accessible par la gare d'Asnières-sur-Seine, sur la ligne de Paris-Saint-Lazare au Havre.

## Origine du nom
On a accolé à l'ancien nom de cette voie, celui de Charles de Gaulle (1890-1970), général, chef de la France libre et président de la République française de 1959 à 1969.

## Historique

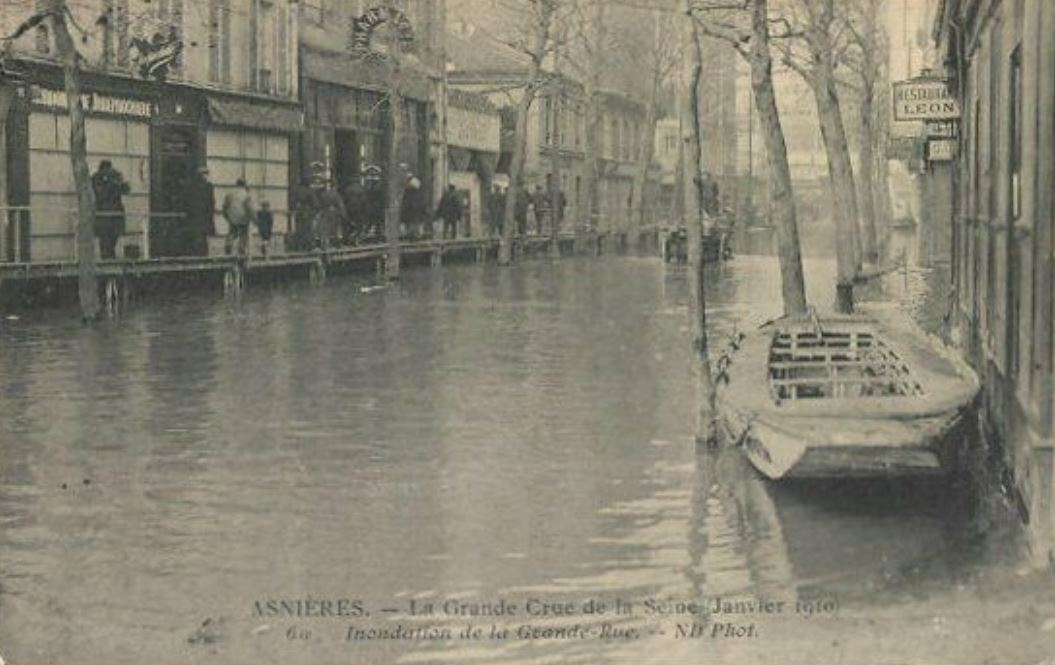
Grande-rue: La crue de 1910.

Pendant des siècles, Asnières-sur-Seine est restée isolée de la rive droite de la Seine, ne pouvant lui être jointe que par un bac, dont la rue du Bac-d'Asnières à Clichy garde le souvenir. L'histoire de la Grande-Rue commence donc avec la construction du premier pont d'Asnières, en 1825.
Sa proximité avec le fleuve entraîne une inondation catastrophique pendant la crue de la Seine de 1910.

## Bâtiments remarquables et lieux de mémoire
- Il se trouvait dans cette rue un théâtre subventionné par la municipalité en 1899. Il fut par la suite transformé en café-concert[2].
- Aux no 55-57, une agence de la Banque de France construite en 1908[3]. Ce bâtiment est reconverti en 2015 et devient les Jardins Bonaparte[4].